# Seznam československých a slovenských hokejistů v NHL
Seznam československých od roku 1993 slovenských hráčů ledního hokeje, kteří působili nebo působí v kanadsko–americké NHL.
Tučně jsou označení hráči, kteří jsou v roce 2025 v klubech NHL aktívní.

## Anaheim Ducks
| Pořadí | Jméno                 | Období    | Počet sezon |
| ------ | --------------------- | --------- | ----------- |
| 1.     | Ľubomír Višňovský (D) | 2009-2012 | 3           |
| 2.     | Pavol Regenda         | 2022-2024 | 2           |

## Calgary Flames
| Pořadí | Jméno             | Období    | Počet sezon |
| ------ | ----------------- | --------- | ----------- |
| 1.     | Adam Růžička      | 2020-2024 | 4           |
| 2.     | Martin Pospíšil   | 2023-2025 | 2           |
| 3.     | Ronald Petrovický | 2000-2002 | 2           |
| 4.     | Róbert Döme       | 2002-2003 | 1           |
| 5.     | Marek Hrivík      | 2017-2018 | 1           |
| 6.     | Samuel Honzek     | 2024-2025 | 1           |

## Edmonton Oilers
| Pořadí | Jméno                 | Období    | Počet sezon |
| ------ | --------------------- | --------- | ----------- |
| 1.     | Zdeno Cíger           | 1992-1996 | 4           |
| 2.     | Andrej Sekera (D)     | 2015-2019 | 4           |
| 3.     | Miroslav Šatan        | 1995-1997 | 2           |
| 4.     | Ľubomír Višňovský (D) | 2008-2010 | 2           |
| 5.     | Martin Marinčin (D)   | 2013-2015 | 2           |
| 6.     | Tomáš Jurčo           | 2019-2020 | 1           |
| 7.     | Milan Kytnár          | 2011-2012 | 1           |
| 8.     | Jozef Čierný          | 1993-1994 | 1           |
| 9.     | Rudolf Tajcnár (D)    | 1978-1979 | 1           |

## Los Angeles Kings
| Pořadí | Jméno                 | Období    | Počet sezon |
| ------ | --------------------- | --------- | ----------- |
| 1.     | Ľubomír Višňovský (D) | 2000-2008 | 7           |
| 2.     | Jozef Stümpel         | 1997-2004 | 6           |
| 3.     | Žigmund Pálffy        | 1999-2004 | 5           |
| 4.     | Marián Gáborík        | 2013-2018 | 5           |
| 5.     | Michal Handzuš        | 2007-2011 | 4           |
| 6.     | Peter Budaj (B)       | 2015-2019 | 3           |
| 7.     | Pavol Demitra         | 2005-2006 | 1           |
| 8.     | Ladislav Nagy         | 2007-2008 | 1           |
| 9.     | Igor Liba             | 1988-1989 | 1           |
| 10.    | Andrej Sekera (D)     | 2014-2015 | 1           |
| 11.    | Martin Štrbák (D)     | 2003-2004 | 1           |

## San Jose Sharks
| Pořadí | Jméno               | Období    | Počet sezon |
| ------ | ------------------- | --------- | ----------- |
| 1.     | Michal Handzuš      | 2011-2013 | 2           |
| 2.     | Miroslav Zálešák    | 2002-2004 | 2           |
| 3.     | Christian Jaroš (D) | 2020-2021 | 1           |

## Seattle Kraken
| Pořadí | Jméno | Období | Počet sezon |
| ------ | ----- | ------ | ----------- |
| 1.     | nikdo |        |             |

## Vancouver Canucks
| Pořadí | Jméno              | Období    | Počet sezon |
| ------ | ------------------ | --------- | ----------- |
| 1.     | Pavol Demitra      | 2008-2010 | 2           |
| 2.     | Ľubomír Vaic       | 1997-2000 | 2           |
| 3.     | Mário Bližňák      | 2009-2011 | 2           |
| 4.     | Jozef Balej        | 2005-2006 | 1           |
| 5.     | Jaroslav Halák (B) | 2021-2022 | 1           |

## Vegas Golden Knights
| Pořadí | Jméno       | Období    | Počet sezon |
| ------ | ----------- | --------- | ----------- |
| 1.     | Tomáš Tatar | 2017-2018 | 1           |
| 2.     | Tomáš Jurčo | 2020-2021 | 1           |

## Chicago Blackhawks
| Pořadí | Jméno           | Období    | Počet sezon |
| ------ | --------------- | --------- | ----------- |
| 1.     | Marián Hossa    | 2009-2018 | 9           |
| 2.     | Richard Pánik   | 2015-2018 | 3           |
| 3.     | Michal Handzuš  | 2006-2014 | 3           |
| 4.     | Tomáš Kopecký   | 2009-2011 | 2           |
| 5.     | Tomáš Jurčo     | 2016-2018 | 2           |
| 6.     | Ivan Droppa (D) | 1993-1996 | 2           |
| 7.     | Peter Bondra    | 2006-2007 | 1           |
| 8.     | Milan Bartovič  | 2005-2006 | 1           |
| 9.     | Marko Daňo      | 2015-2016 | 1           |

## Colorado Avalanche
| Pořadí | Jméno              | Období    | Počet sezon |
| ------ | ------------------ | --------- | ----------- |
| 1.     | Peter Budaj (B)    | 2005-2011 | 6           |
| 2.     | Marek Svatoš       | 2003-2010 | 6           |
| 3.     | Tomáš Tatar        | 2023-2024 | 1           |
| 4.     | Jaroslav Obšut (D) | 2001-2002 | 1           |
| 5.     | Marko Daňo         | 2018-2019 | 1           |

## Dallas Stars
| Pořadí | Jméno               | Období    | Počet sezon |
| ------ | ------------------- | --------- | ----------- |
| 1.     | Andrej Sekera (D)   | 2019-2022 | 3           |
| 2.     | Marián Studenič     | 2021-2023 | 2           |
| 3.     | Ladislav Nagy       | 2006-2007 | 1           |
| 4.     | Ľubomír Sekeráš (D) | 2003-2004 | 1           |
| 5.     | Róbert Petrovický   | 1995-1996 | 1           |

## Minnesota Wild
| Pořadí | Jméno               | Období    | Počet sezon |
| ------ | ------------------- | --------- | ----------- |
| 1.     | Marián Gáborík      | 2000-2009 | 8           |
| 2.     | Ľubomír Sekeráš (D) | 2000-2003 | 3           |
| 3.     | Pavol Demitra       | 2006-2008 | 2           |
| 4.     | Branko Radivojevič  | 2006-2008 | 2           |
| 5.     | Peter Ölvecký       | 2008-2009 | 1           |
| 6.     | Peter Bartoš        | 2000-2001 | 1           |

## Nashville Predators
| Pořadí | Jméno               | Období    | Počet sezon |
| ------ | ------------------- | --------- | ----------- |
| 1.     | Vladimír Országh    | 2001-2004 | 3           |
| 2.     | Marian Císař        | 1999-2002 | 3           |
| 3.     | Ján Lašák (B)       | 2001-2003 | 2           |
| 4.     | Richard Lintner (D) | 1999-2001 | 2           |
| 5.     | Marek Svatoš        | 2010-2011 | 1           |
| 6.     | Peter Ölvecký       | 2009-2010 | 1           |

## St. Louis Blues
| Pořadí | Jméno              | Období    | Počet sezon |
| ------ | ------------------ | --------- | ----------- |
| 1.     | Pavol Demitra      | 1996-2004 | 8           |
| 2.     | Jaroslav Halák (B) | 2010-2014 | 4           |
| 3.     | Peter Šejna        | 2002-2007 | 4           |
| 4.     | Michal Handzuš     | 1998-2001 | 3           |
| 5.     | Ľuboš Bartečko     | 1998-2001 | 3           |
| 6.     | Ladislav Nagy      | 1999-2001 | 2           |
| 7.     | Peter Šťastný      | 1993-1995 | 2           |
| 8.     | Róbert Petrovický  | 1996-1997 | 1           |
| 9.     | Vladimír Országh   | 2005-2006 | 1           |
| 10.    | Peter Smrek (D)    | 2000-2001 | 1           |
| 11.    | Jaroslav Obšut (D) | 2000-2001 | 1           |

## Utah Hockey Club
| Pořadí | Jméno | Období | Počet sezon |
| ------ | ----- | ------ | ----------- |
| 1.     | nikdo |        |             |

## Winnipeg Jets
| Pořadí | Jméno      | Období    | Počet sezon |
| ------ | ---------- | --------- | ----------- |
| 1.     | Marko Daňo | 2015-2018 | 3           |

## Boston Bruins
| Pořadí | Jméno               | Období    | Počet sezon |
| ------ | ------------------- | --------- | ----------- |
| 1.     | Zdeno Chára (D)     | 2006-2020 | 14          |
| 2.     | Jozef Stümpel       | 1991-2003 | 8           |
| 3.     | Peter Cehlárik      | 2016-2020 | 4           |
| 4.     | Jaroslav Halák (B)  | 2018-2021 | 3           |
| 5.     | Milan Jurčina (D)   | 2005-2007 | 2           |
| 6.     | Miroslav Šatan      | 2009-2010 | 1           |
| 7.     | Andrej Meszároš (D) | 2013-2014 | 1           |

## Buffalo Sabres
| Pořadí | Jméno               | Období    | Počet sezon |
| ------ | ------------------- | --------- | ----------- |
| 1.     | Miroslav Šatan      | 1996-2004 | 8           |
| 2.     | Andrej Sekera (D)   | 2006-2013 | 7           |
| 3.     | Milan Bartovič      | 2002-2004 | 2           |
| 4.     | Andrej Meszároš (D) | 2014-2015 | 1           |
| 5.     | Radoslav Hecl (D)   | 2002-2003 | 1           |
| 6.     | Jaroslav Halák (B)  | 2013-2014 | 1           |

## Detroit Red Wings
| Pořadí | Jméno            | Období    | Počet sezon |
| ------ | ---------------- | --------- | ----------- |
| 1.     | Tomáš Tatar      | 2010-2018 | 7           |
| 2.     | Tomáš Jurčo      | 2013-2017 | 4           |
| 3.     | Tomáš Kopecký    | 2005-2009 | 4           |
| 4.     | Marián Hossa     | 2008-2009 | 1           |
| 5.     | Richard Pánik    | 2020-2021 | 1           |
| 6.     | Miroslav Ihnačák | 1988-1989 | 1           |

## Florida Panthers
| Pořadí | Jméno               | Období    | Počet sezon |
| ------ | ------------------- | --------- | ----------- |
| 1.     | Róbert Švehla (D)   | 1994-2002 | 8           |
| 2.     | Branislav Mezei (D) | 2002-2008 | 5           |
| 3.     | Juraj Kolník        | 2002-2007 | 4           |
| 4.     | Tomáš Kopecký       | 2011-2015 | 4           |
| 5.     | Jozef Stümpel       | 2005-2008 | 3           |
| 6.     | Richard Zedník      | 2007-2009 | 2           |
| 7.     | Ivan Majeský (D)    | 2002-2003 | 1           |
| 8.     | Andrej Podkonický   | 2000-2001 | 1           |
| 9.     | Kristian Kudroč (D) | 2003-2004 | 1           |

## Montreal Canadiens
| Pořadí | Jméno              | Období    | Počet sezon |
| ------ | ------------------ | --------- | ----------- |
| 1.     | Richard Zedník     | 2000-2006 | 5           |
| 2.     | Jaroslav Halák (B) | 2006-2010 | 4           |
| 3.     | Tomáš Tatar        | 2018-2021 | 3           |
| 4.     | Juraj Slafkovský   | 2022-2025 | 3           |
| 5.     | Marcel Hossa       | 2001-2004 | 3           |
| 6.     | Peter Budaj (B)    | 2011-2014 | 3           |
| 7.     | Jozef Balej        | 2003-2004 | 1           |

## Ottawa Senators
| Pořadí | Jméno               | Období    | Počet sezon |
| ------ | ------------------- | --------- | ----------- |
| 1.     | Marián Hossa        | 1997-2004 | 7           |
| 2.     | Zdeno Chára (D)     | 2001-2006 | 4           |
| 3.     | Andrej Meszároš (D) | 2005-2008 | 3           |
| 4.     | Pavol Demitra       | 1993-1996 | 3           |
| 5.     | Ivan Čiernik        | 1997-2002 | 3           |
| 6.     | Christian Jaroš     | 2017-2020 | 3           |
| 7.     | Marián Gáborík      | 2017-2020 | 3           |
| 8.     | Tomáš Malec         | 2005-2007 | 2           |
| 9.     | Peter Bondra        | 2003-2004 | 1           |
| 10.    | Marek Svatoš        | 2010-2011 | 1           |

## Tampa Bay Lightning
| Pořadí | Jméno                | Období    | Počet sezon |
| ------ | -------------------- | --------- | ----------- |
| 1.     | Erik Černák (D)      | 2018-2025 | 7           |
| 2.     | Martin Cibák         | 2001-2006 | 3           |
| 3.     | Peter Budaj (B)      | 2016-2018 | 2           |
| 4.     | Andrej Meszároš (D)  | 2008-2010 | 2           |
| 5.     | Róbert Petrovický    | 1998-2000 | 2           |
| 6.     | Richard Pánik        | 2012-2014 | 2           |
| 7.     | Zdeno Cíger          | 2001-2002 | 1           |
| 8.     | Kristian Kudroč (D)  | 2000-2002 | 1           |
| 9.     | Vladimír Mihálik (D) | 2008-2010 | 1           |
| 10.    | Marián Gáborík       | 2020-2021 | 1           |

## Toronto Maple Leafs
| Pořadí | Jméno               | Období    | Počet sezon |
| ------ | ------------------- | --------- | ----------- |
| 1.     | Peter Ihnačák       | 1982-1990 | 8           |
| 2.     | Martin Marinčin (D) | 2015-2020 | 5           |
| 3.     | Miroslav Ihnačák    | 1985-1987 | 2           |
| 4.     | Marián Šťastný      | 1985-1986 | 1           |
| 5.     | Róbert Švehla (D)   | 2002-2003 | 1           |
| 6.     | Richard Pánik       | 2014-2015 | 1           |

## Carolina Hurricanes
| Pořadí | Jméno             | Období    | Počet sezon |
| ------ | ----------------- | --------- | ----------- |
| 1.     | Andrej Sekera (D) | 2013-2015 | 2           |
| 2.     | Tomáš Malec (D)   | 2002-2004 | 2           |

## Columbus Blue Jackets
| Pořadí | Jméno             | Období    | Počet sezon |
| ------ | ----------------- | --------- | ----------- |
| 1.     | Andrej Nedorost   | 2001-2004 | 3           |
| 2.     | Marián Gáborík    | 2012-2014 | 2           |
| 3.     | Marko Daňo        | 2014-2020 | 2           |
| 4.     | Radoslav Suchý    | 2005-2006 | 1           |
| 5.     | Milan Jurčina (D) | 2009-2010 | 1           |
| 6.     | Samuel Knažko (D) | 2022-2023 | 1           |

## New Jersey Devils
| Pořadí | Jméno               | Období    | Počet sezon |
| ------ | ------------------- | --------- | ----------- |
| 1.     | Jiří Bicek          | 2000-2004 | 4           |
| 2.     | Marian Studenič     | 2020-2022 | 4           |
| 3.     | Peter Šťastný       | 1989-1993 | 4           |
| 4.     | Tomáš Tatar         | 2021-2025 | 3           |
| 5.     | Zdeno Cíger         | 1990-1993 | 3           |
| 6.     | Šimon Němec (D)     | 2023-2025 | 2           |
| 7.     | Stanislav Gron      | 2000-2001 | 1           |
| 8.     | Christian Jaroš (D) | 2021-2022 | 1           |

## New York Islanders
| Pořadí | Jméno                 | Období    | Počet sezon |
| ------ | --------------------- | --------- | ----------- |
| 1.     | Žigmund Pálffy        | 1993-1999 | 6           |
| 2.     | Zdeno Chára (D)       | 1997-2022 | 5           |
| 3.     | Jaroslav Halák (B)    | 2014-2018 | 4           |
| 4.     | Miroslav Šatan        | 2005-2008 | 3           |
| 5.     | Ľubomír Višňovský (D) | 2012-2015 | 3           |
| 6.     | Vladimír Országh      | 1997-2000 | 3           |
| 7.     | Milan Jurčina (D)     | 2010-2012 | 2           |
| 8.     | Juraj Kolník          | 2000-2002 | 2           |
| 9.     | Branislav Mezei (D)   | 2000-2002 | 2           |
| 10.    | Richard Zedník        | 2006-2007 | 1           |
| 11.    | Richard Pánik         | 2021-2022 | 1           |
| 12.    | Róbert Petrovický     | 2000-2001 | 1           |

## New York Rangers
| Pořadí | Jméno               | Období    | Počet sezon |
| ------ | ------------------- | --------- | ----------- |
| 1.     | Marián Gáborík      | 2009-2013 | 4           |
| 2.     | Marcel Hossa        | 2005-2008 | 3           |
| 3.     | Peter Smrek (D)     | 2000-2002 | 2           |
| 4.     | Marek Hrivík        | 2015-2017 | 2           |
| 5.     | Ronald Petrovický   | 2002-2003 | 1           |
| 6.     | Zdeno Cíger         | 2001-2002 | 1           |
| 7.     | Igor Liba           | 1988-1989 | 1           |
| 8.     | Jozef Balej         | 2003-2004 | 1           |
| 9.     | Richard Lintner (D) | 2002-2003 | 1           |
| 10.    | Ivan Baranka (D)    | 2007-2008 | 1           |
| 11.    | Jaroslav Halák (B)  | 2022-2023 | 1           |
| 12.    | Adam Húska (B)      | 2021-2022 | 1           |

## Philadelphia Flyers
| Pořadí | Jméno               | Období    | Počet sezon |
| ------ | ------------------- | --------- | ----------- |
| 1.     | Andrej Meszároš (D) | 2010-2014 | 4           |
| 2.     | Štefan Ružička      | 2005-2008 | 3           |
| 3.     | Michal Handzuš      | 2002-2006 | 3           |
| 4.     | Radovan Somík       | 2002-2004 | 2           |
| 5.     | Branko Radivojevič  | 2003-2006 | 2           |

## Pittsburgh Penguins
| Pořadí | Jméno               | Období    | Počet sezon |
| ------ | ------------------- | --------- | ----------- |
| 1.     | Tomáš Surový        | 2002-2006 | 3           |
| 2.     | Róbert Döme         | 1997-2000 | 2           |
| 3.     | Miroslav Šatan      | 2008-2009 | 1           |
| 4.     | Žigmund Pálffy      | 2005-2006 | 1           |
| 5.     | Marián Hossa        | 2007-2008 | 1           |
| 6.     | Martin Štrbák (D)   | 2003-2004 | 1           |
| 7.     | Ronald Petrovický   | 2006-2007 | 1           |
| 8.     | Richard Lintner (D) | 2002-2003 | 1           |
| 9.     | Ladislav Karabin    | 1993-1994 | 1           |

## Washington Capitals
| Pořadí | Jméno                | Období    | Počet sezon |
| ------ | -------------------- | --------- | ----------- |
| 1.     | Peter Bondra         | 1990-2004 | 14          |
| 2.     | Richard Zedník       | 1995-2007 | 7           |
| 3.     | Martin Fehérváry (D) | 2019-2025 | 5           |
| 4.     | Milan Jurčina (D)    | 2006-2010 | 4           |
| 5.     | Ivan Čiernik         | 2001-2004 | 3           |
| 6.     | Richard Pánik        | 2019-2021 | 2           |
| 7.     | Zdeno Chára (D)      | 2020-2021 | 1           |
| 8.     | Ivan Majeský (D)     | 2005-2006 | 1           |
| 9.     | Roman Tvrdoň         | 2003-2004 | 1           |
| 10.    | Andrej Podkonický    | 2003-2004 | 1           |
| 11.    | Jaroslav Halák (B)   | 2013-2014 | 1           |
| 12.    | Rastislav Staňa (B)  | 2003-2004 | 1           |

## Slovenští vítězové Stenly Cupu
- Poznámka = tučně jsou označeni hráči kteří jsou aktívní v NHL

| Hráč           | Klub                                                | Počet |
| -------------- | --------------------------------------------------- | ----- |
| Marián Hossa   | Chicago Blackhawks (2010, 2013, 2015)               | 3     |
| Tomáš Kopecký  | Detroit Red Wings (2008), Chicago Blackhawks (2010) | 2     |
| Erik Černák    | Tampa Bay Lightning (2020, 2021)                    | 2     |
| Miroslav Šatan | Pittsburgh Penguins (2009)                          | 1     |
| Jiří Bicek     | New Jersey Devils (2003)                            | 1     |
| Martin Cibák   | Tampa Bay Lightning (2004)                          | 1     |
| Stan Mikita    | Chicago Blackhawks (1961)                           | 1     |
| Zdeno Chára    | Boston Bruins (2011)                                | 1     |
| Michal Handzuš | Chicago Blackhawks (2013)                           | 1     |
| Marián Gáborík | Los Angeles Kings (2014)                            | 1     |